# Kanton Angers-6
 Angers-6 is een kanton van het Franse departement Maine-et-Loire. Het kanton maakt deel uit van het arrondissement  Angers.
In 2020 telde het 41.847 inwoners.

Het kanton werd gevormd ingevolge het decreet van 26 februari 2014 , met uitwerking op 22 maart 2015, met Angers als hoofdplaats.

## Gemeenten
Het kanton omvatte bij zijn oprichting naast een deel van Angers, 18 gemeenten.
Op 1 januari 2016 werden de gemeenten Beauvau, Chaumont-d'Anjou, Jarzé en Lué-en-Baugeois samengevoegd tot de fusiegemeente (commune nouvelle)  Jarzé Villages en werden de gemeenten Saint-Sylvain-d'Anjou en Pellouailles-les-Vignes samengevoegd tot de fusiegemeente (commune nouvelle) Verrières-en-Anjou.
Op 1 januari 2019 werden de gemeenten Huillé en Lézigné samengevoegd tot de fusiegemeente (commune nouvelle) Huillé-Lézigné en werden de gemeenten Soucelles en Villevêque samengevoegd tot de fusiegemeente (commune nouvelle) Rives-du-Loir-en-Anjou.
Sindsdien omvat het kanton volgende gemeenten: 
- Angers  (oostelijk deel)
- La Chapelle-Saint-Laud
- Cornillé-les-Caves
- Corzé
- Huillé-Lézigné
- Jarzé Villages
- Marcé
- Montreuil-sur-Loir
- Rives-du-Loir-en-Anjou
- Saint-Barthélemy-d'Anjou
- Seiches-sur-le-Loir
- Sermaise
- Verrières-en-Anjou